# Mezzanin

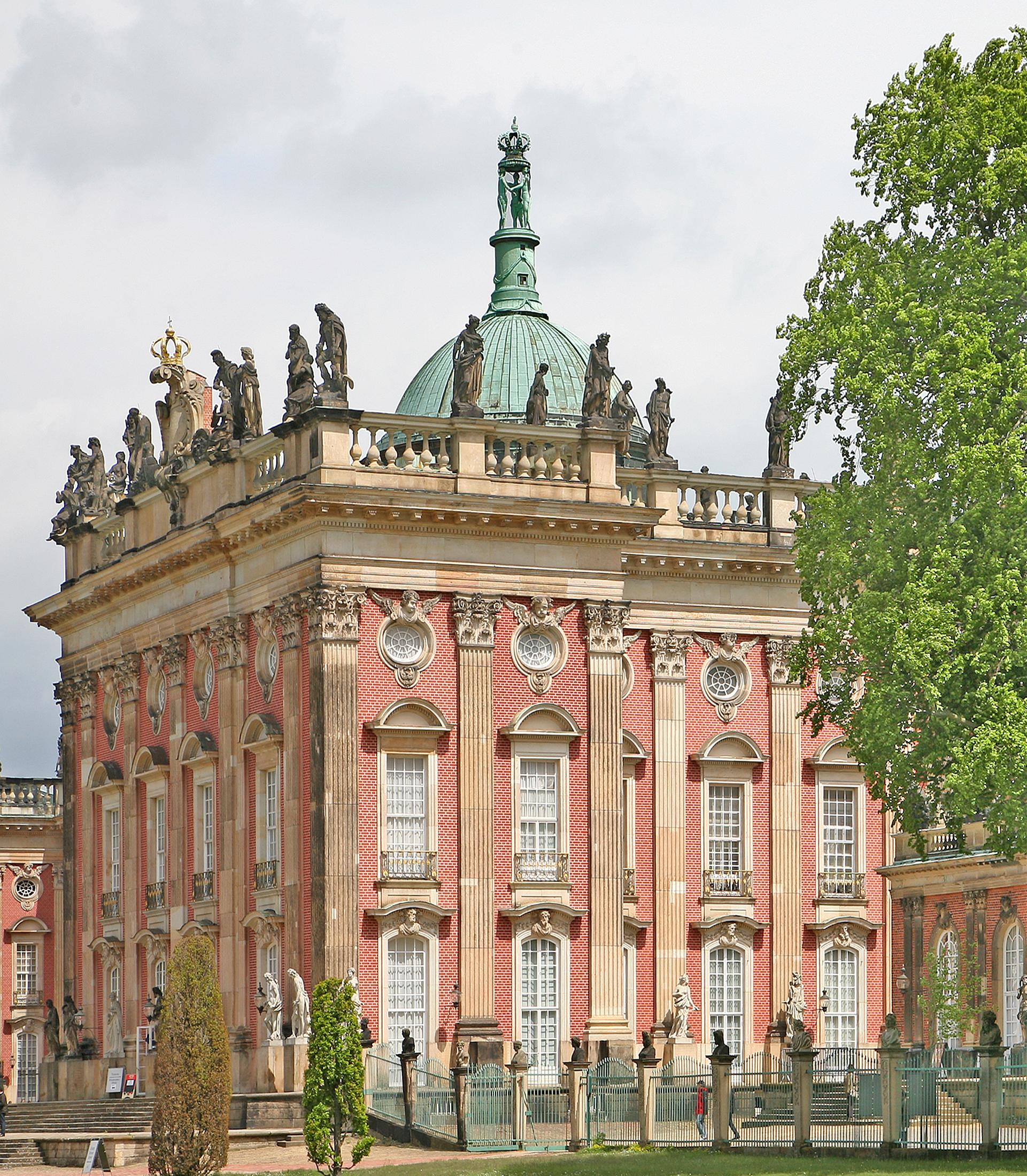
Mezzanin mit Rundfenstern (Neues Palais, Potsdam)

Ein Mezzanin (von ital. mezzo = halb) oder Mezzaningeschoss (Entresol) ist in der Architektur ein Halb- oder Zwischengeschoss eines mehrgeschossigen Gebäudes, meist über dem Erdgeschoss, oft auch unter dem Kranzgesims. Es enthält untergeordnete Räume, häufig die Räume der Dienerschaft. Vor allem in der Schlossarchitektur des Barock und Klassizismus sind Mezzanine ein häufigeres Gestaltungsmittel aus funktionellen Gründen der Raumunterbringung und wegen gewünschter Fassadenproportionen.

## Beschreibung
Das Mezzanin hat eine geringere Höhe und gegebenenfalls auch eine geringere Fläche als die Vollgeschosse des Gebäudes. Ein Mezzanin gilt oft nicht als volles Geschoss, zählt aber als Teil der nutzbaren Grundfläche.
Typische Formen des Mezzanins:
- als letztes Geschoss ohne Dachschräge unter dem Dach, z. B. als Dienstbotenwohnung,
- als Zwischengeschoss zwischen Erdgeschoss und dem ersten Obergeschoss. Hier nimmt es manchmal nicht die volle Grundfläche ein, sondern grenzt seitlich an eine hohe Eingangshalle oder eine Durchfahrt an und belegt den Raum oberhalb der benachbarten normalhohen Räumlichkeiten.

Wenn ein Mezzanin im Gebäudeinneren an einen über mehrere Geschosse gehenden Saal angrenzt, kann es mittels einer Empore an diesen angebunden werden. Im Englischen wird die Bezeichnung mezzanine häufig für solche Emporen verwendet.

Beispiele
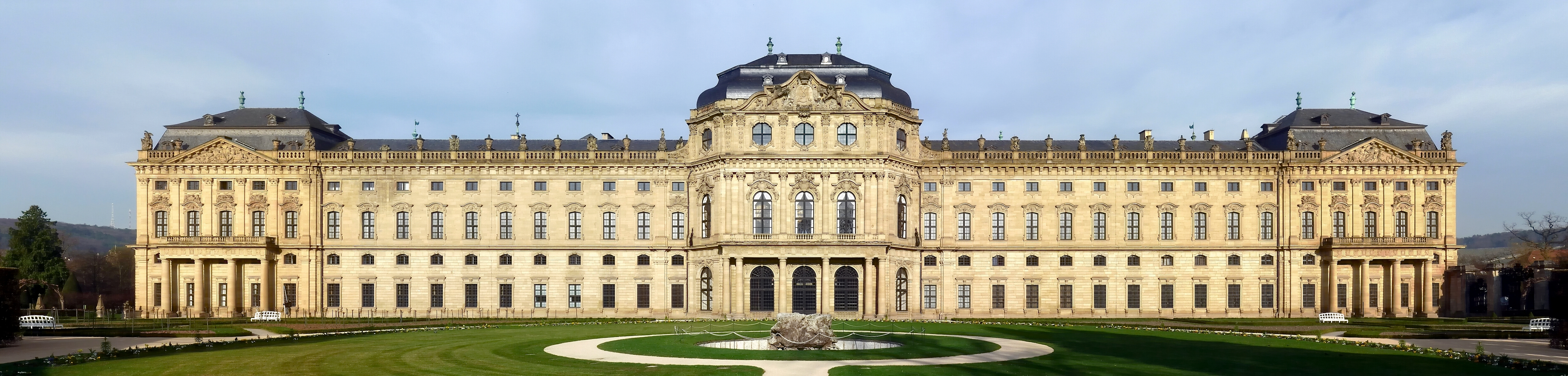
Zwei Mezzaningeschosse (Würzburger Residenz, Gartenfront)
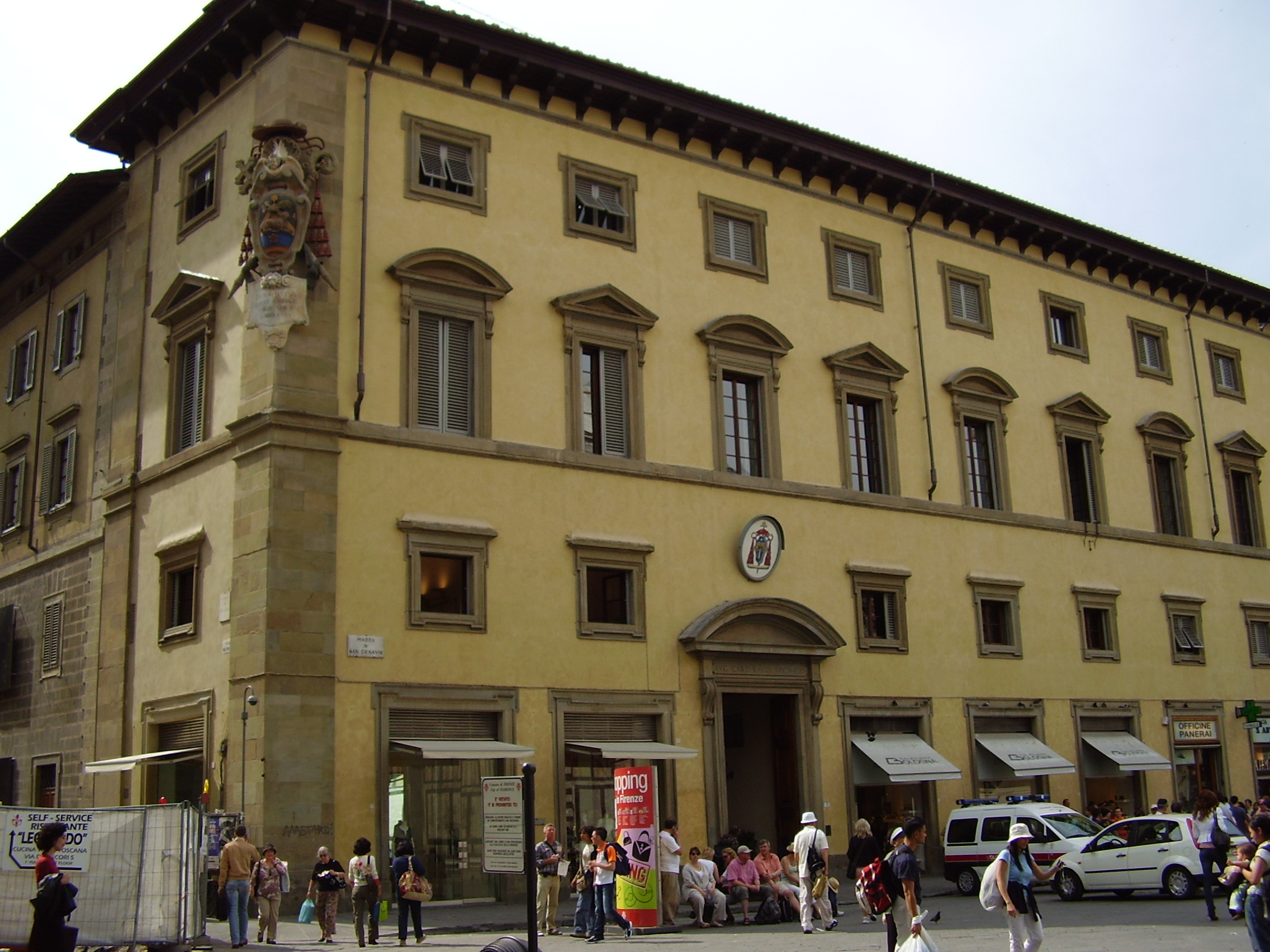
Zwei Mezzaningeschosse beim Palazzo arcivescovile in Florenz
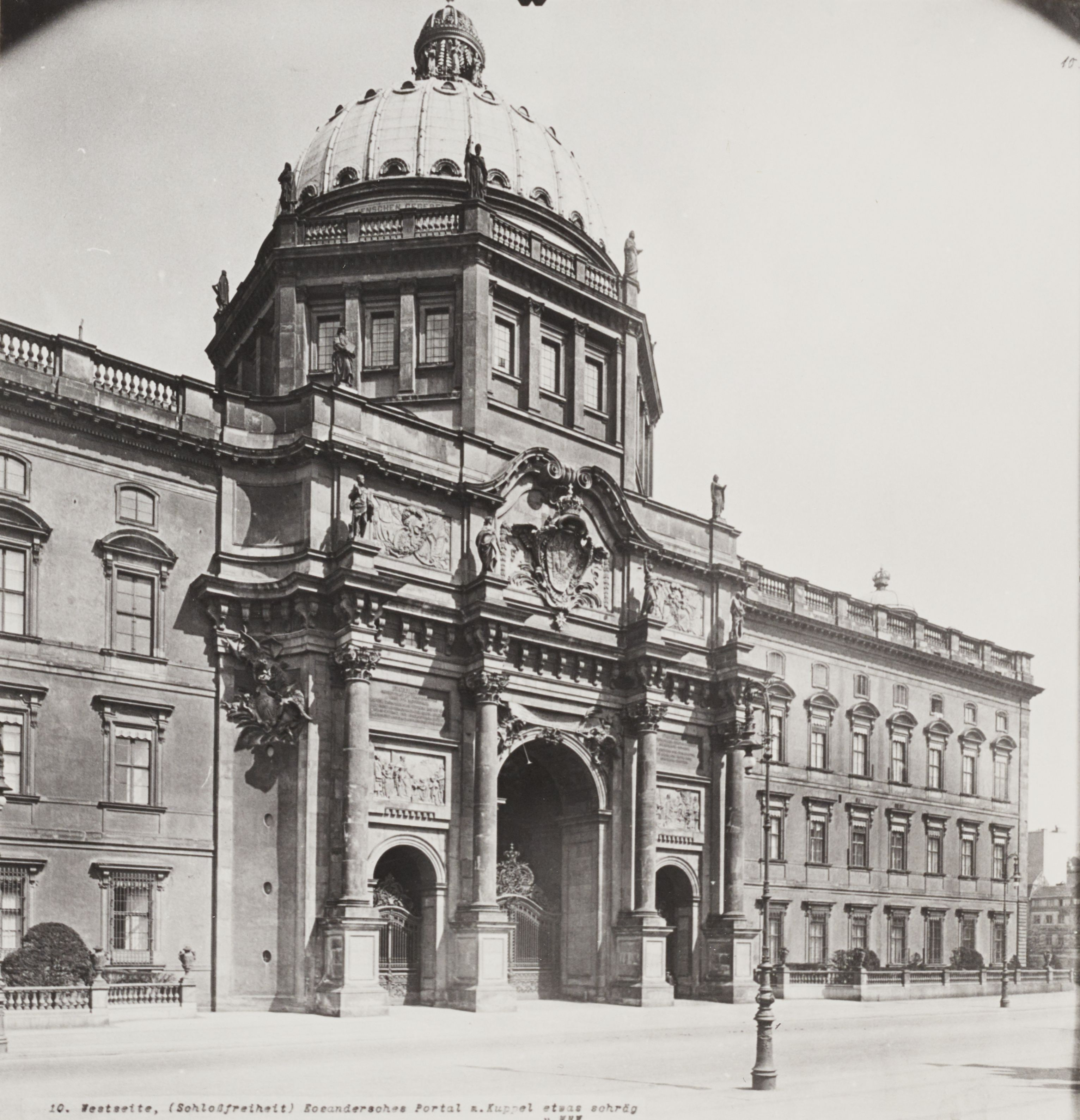
Mezzanin unter dem Kranzgesims (Berliner Schloss, historische Aufnahme)
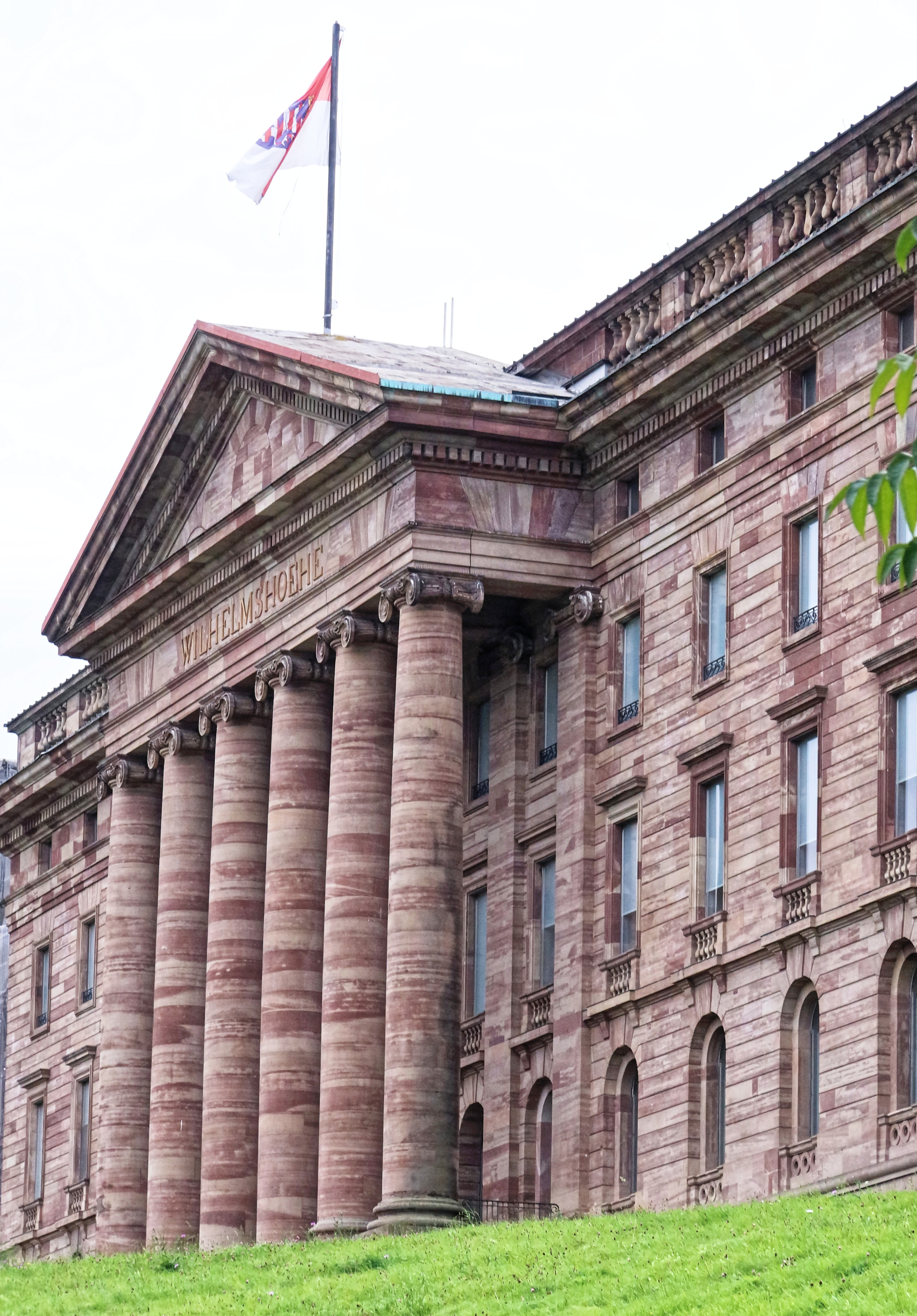
Mezzanin unter dem Kranzgesims (Schloss Wilhelmshöhe, Kassel)
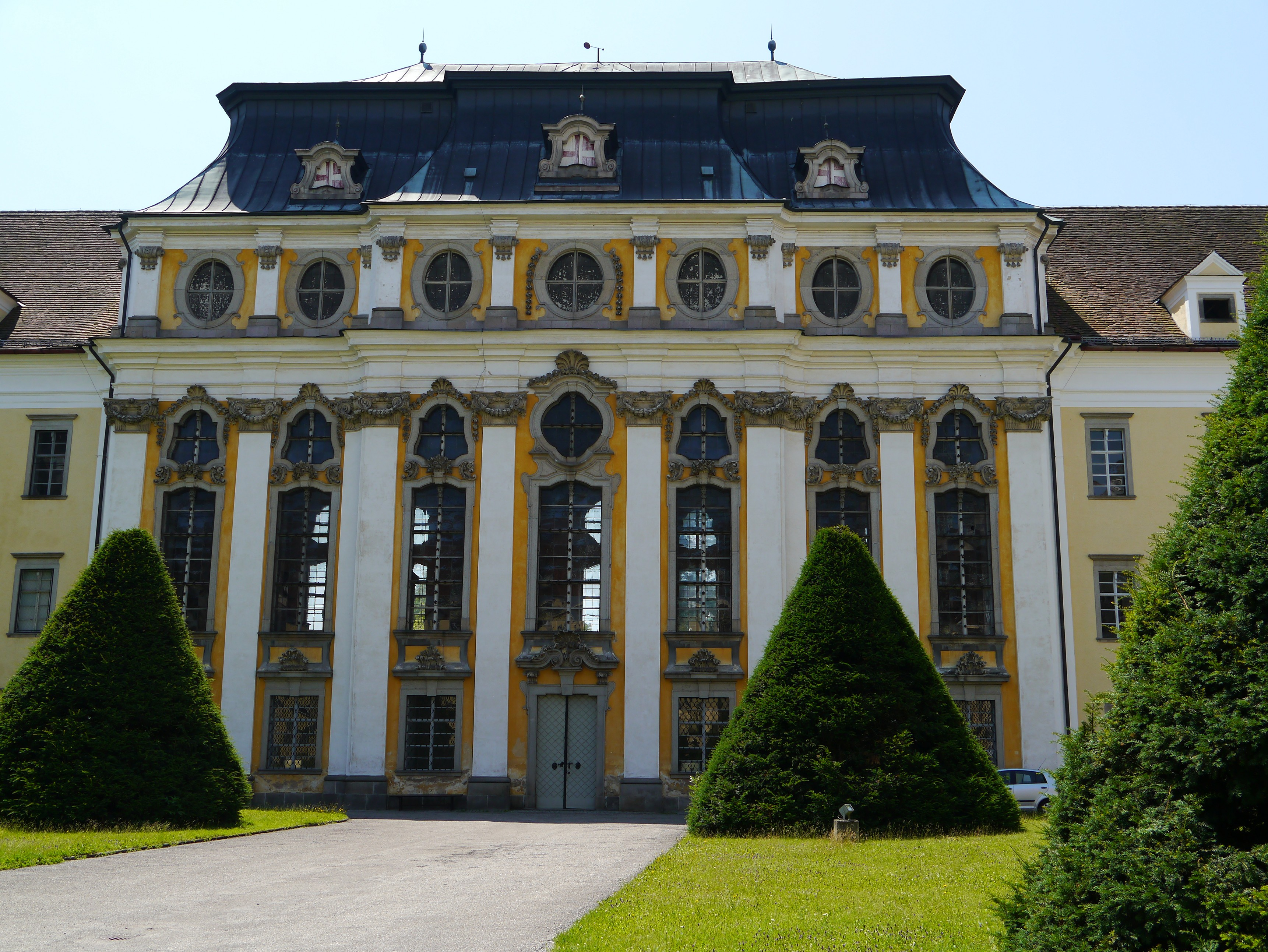
Zwei Mezzanin-Fensterreihen übereinander (Stift Sankt Florian)
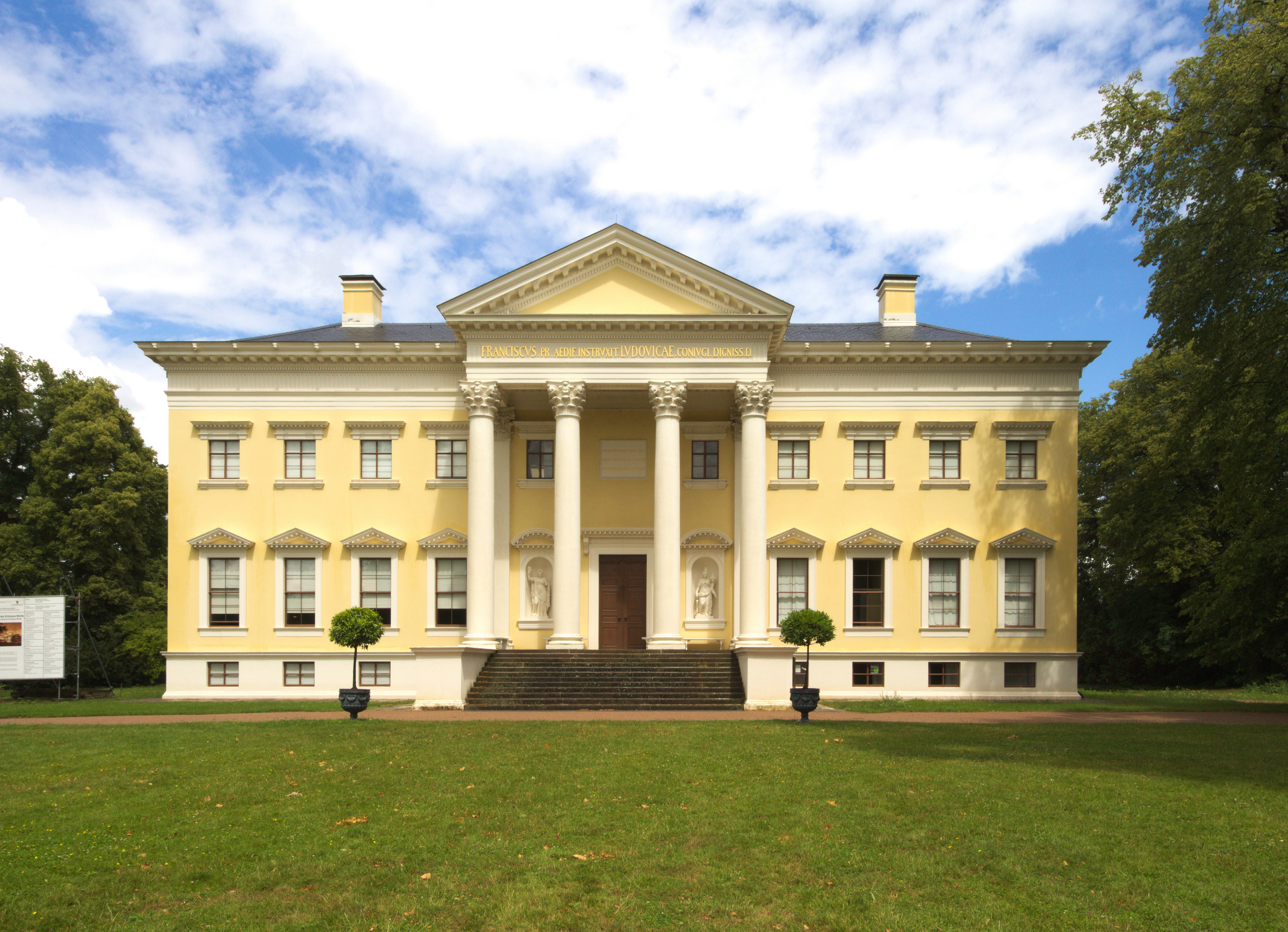
Niedriges Obergeschoss als Mezzanin (Schloss Wörlitz)
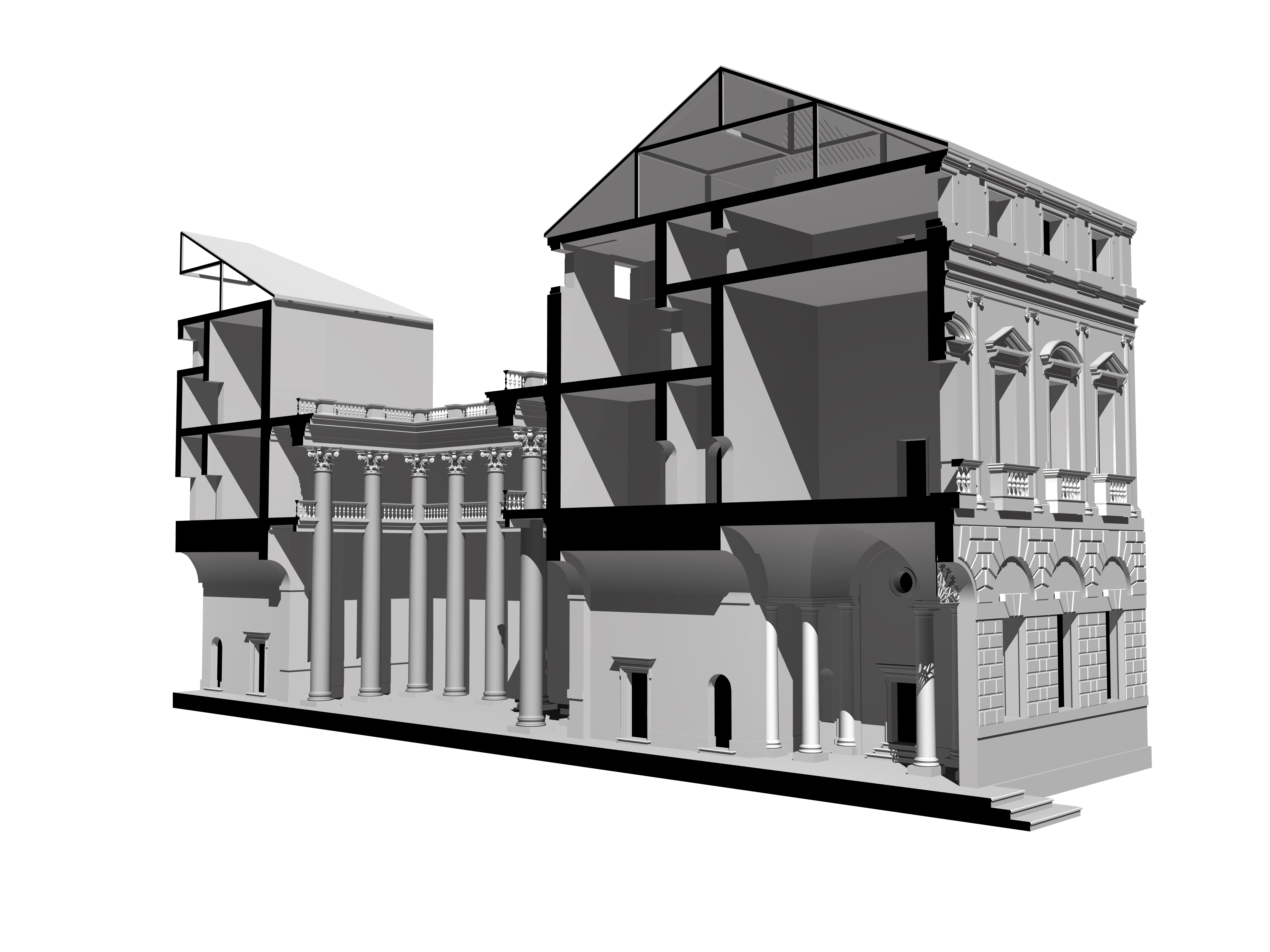
Mezzanin unter dem Dach, perspektivische Schnittdarstellung (Palazzo Porto, Vicenza)
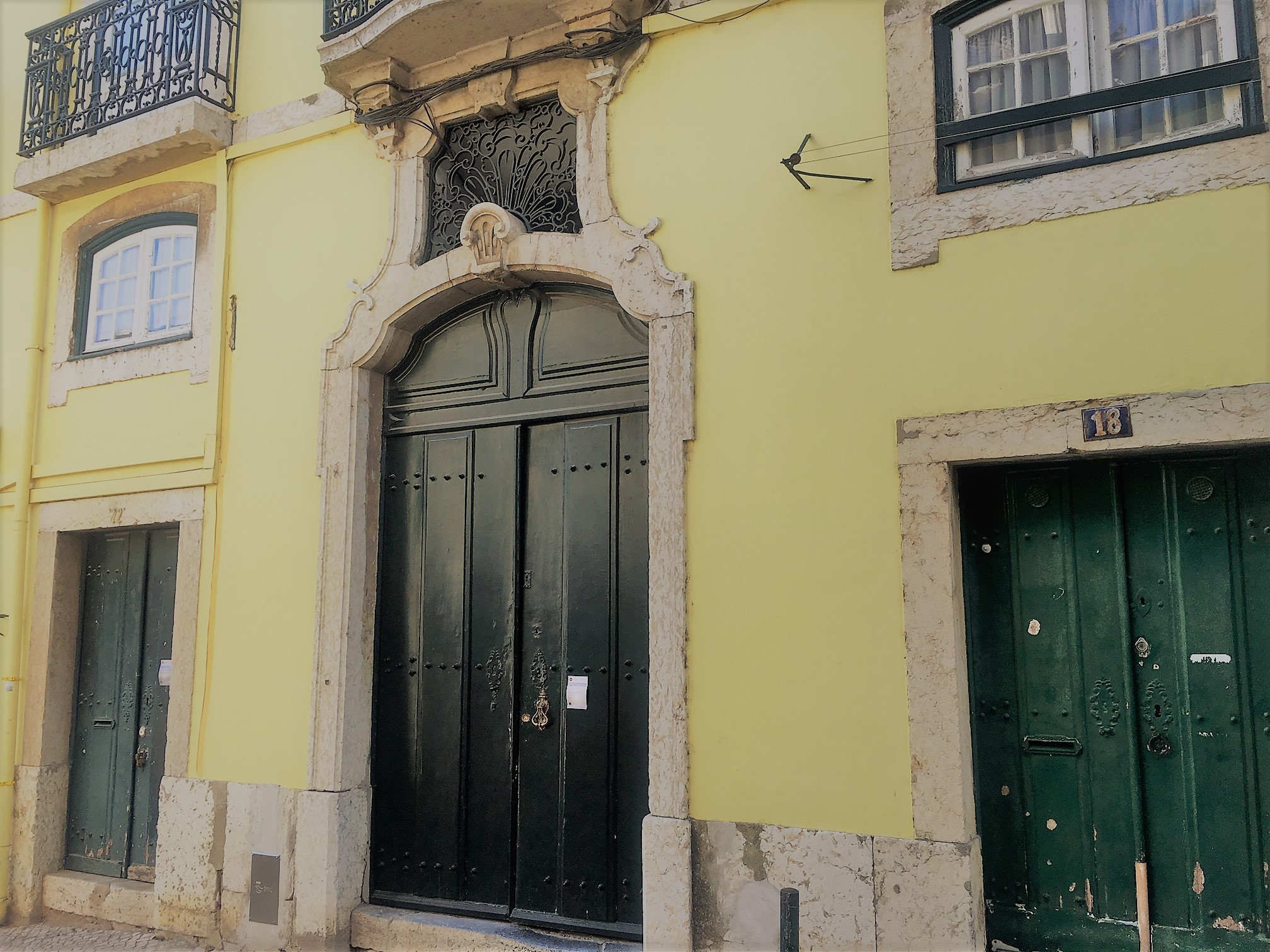
Wohnungen im Zwischenstock neben der Eingangshalle in Lissabon (Portugal)

Um steuerrechtliche Bestimmungen wie die der Stockwerksteuer zu umgehen, wurde das Mezzanin beispielsweise in Wien um 1900 verwendet, um die Stockwerkszahl auf dem Papier gering zu halten. Durch Einfügen von nominalen Zwischengeschossen wie dem Halbstock, Tief- (auch Souterrain genannt), Halb- und Hochparterre und einem Mezzanin wurde die Anzahl der Geschosse erhöht, ohne die Auflagen einhalten zu müssen, die mit zusätzlichen Vollgeschossen verbunden gewesen wären. Diese Art des Bauens findet man in Wien unter anderem auch im Rathaus, im ehemaligen Kriegsministerium (heute Regierungsgebäude) sowie auch in vielen Zinshäusern.

## Mezzaninfenster
Da die Fensterhöhe in Halbgeschossen geringer als die Breite oder ihr gleich ist, wurden in der historischen Architektur solche ungewöhnlichen Fensterformate seit dem 17. Jahrhundert als Bastard-Fenster, Halbfenster oder Flämische Fenster bezeichnet.

## Mezzanin im Hallenbau
In modernen Logistikhallen werden die Flächen auf Zwischenebenen oberhalb der Lagerfläche ebenfalls als Mezzanin bezeichnet. Sie dienen meist der Aufnahme von Büros und Sozialräumen.